# Llibre de Baruc

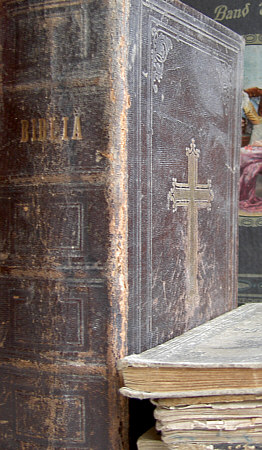
Edició antiga de la Bíblia.

El llibre de Baruc és un llibre deuterocanònic de l'Antic Testament, del grup dels Llibres profètics i dins dels anomenats «profetes menors» per motiu de la seva poca extensió. En les bíblies catòliques es troba entre les Lamentacions i Ezequiel. En les bíblies catòliques conté també la Carta de Jeremies, que forma el capítol sisè (aquesta carta és un llibre a part en la bíblia de l'església ortodoxa).

## Canonicitat
Com que el text més antic que posseïm de Baruc està en grec (i es dubta si és traducció d'un original hebreu o si va ser escrit directament en grec, almenys la introducció), se'l considera Deuterocanònic, és a dir, se l'ha exclòs de les bíblies jueves i protestants, mentre que pels catòlics i ortodoxos és inspirat i, per tant, canònic.

## Autor
El llibre és atribuït a Baruc, fill de Neria i secretari del profeta Jeremies (cf. Bar 1, 1), i hauria sigut escrit poc després de la destrucció de Jerusalem a mans de Nabuconodosor l'any 587 aC (cf. Bar 1, 2).
Per la crítica moderna el llibre és el conjunt de diversos texts, escrits cap al segle ii aC (o, com a molt prompte, el segle iii aC), i atribuïts posteriorment a Baruc. Així doncs, pertany a la literatura anomenada pseudonímica o pseudoepigràfica (que atribueix uns escrit a un personatge del passat).

## Estructura
El llibre de Baruc està format per les següents parts:
1. Pròleg (Bar 1, 1-14)
2. Pregària dels deportats (Bar 1, 15 - 3, 8)
3. Poema sapiencial (Bar 3, 9 - 4, 4)
4. Escrit profètic de consolació (Bar 4, 5 - 5, 9)
5. Carta de Jeremies (Bar 6)

Les pregàries, de caràcter cultural, formen el cant dels exiliats. En elles, el poble reconeix la manera espantosa en què ha pecat i sol·liciten a Déu l'alliberació dels seus sofriments.